# Багамсько-іспанські відносини
Багамсько-іспанські відносини — двосторонні та дипломатичні відносини між цими двома країнами. Посольство Іспанії в Кінгстоні, Ямайка, акредитоване на Багамах.

## Історія
У 1492 Христофор Колумб висадився на березі невеликого острова, корінне населення якого називали Гуанахані. Колумб назвав його Сан-Сальвадор і оголосив острів власністю Іспанії. Там Колумб піддав лукаянців пошукам золота. За підрахунками, 40 000 арахуако віддали свої життя, відмовившись це робити. Подальше зникнення арахуако, всього за двадцять п'ять років, та інших народів було значною мірою пов'язано з цією та наступними європейськими експедиціями в регіон.
З кінця 15 століття і до кінця 18 століття Багами були під суверенітетом Іспанії, хоча острови через стратегічне розташування на «шляху Галеона» та формування автентичного архіпелагу лабіринтів острова поступово були перетворені в схованки та домівки піратів, буканьєрів та філібастерів, особливо англійських. Таким чином, у 18 столітті лоялісти, які залишили Нову Англію через антибританські настрої в цій колонії, були переселені на острови. Через велику кількість британських поселенців на островах суверенітет архіпелагу був переданий від Іспанії до Сполученого Королівства, а Багами були оголошені британською колонією у 1784 році.

### Топонімія
Спочатку архіпелаг отримав від іспанців назву однойменного населення Лукайос, пізніше названого Лукайськими островами. Перші мешканці островів Лукаяс також відомі як індіанці Аравак, які вважаються першими поселенцями острова. Вважається, що назва «Багами» походить від деформації слів андалузького іспанського баджамару (низького моря), оскільки більшість островів цього архіпелагу видно лише під час припливу чи відливу.

## Дипломатичні відносини
Іспанія та Багами встановили дипломатичні відносини 1 грудня 1976 року.
Посольство Іспанії на Ямайці акредитоване при уряді Багамських островів. Посол Анібал Хіменес Абаскас вручив вірчі грамоти Генерал-губернатору Багамських островів 17 квітня 2015 р. Посольства Багамських островів в Іспанії немає.
У березні 2010 року Іспанія та Багами підписали Угоду про обмін інформацією щодо податкових питань.

## Економічні відносини
Економічні та комерційні відносини між Іспанією та Багамськими островами обмежені.
Основна продукція, що експортується з Іспанії на Багами: мінеральне паливо; морське або річкове судноплавство; невстановлені товари;техніка; керамічні вироби; оптичні прилади та апарати, фотографія; взуття; алкогольні напої; текстильні предмети.
Основна продукція, що імпортується на Багами з Іспанії: мінеральне паливо; алкогольні напої; продукти тваринного походження; морське або річкове судноплавство; техніка.

## Співпраця
Співпраця здійснюється через Іспанський фонд — Карибське співтовариство (КАРІКОМ) Іспанського агентства з міжнародного співробітництва в галузі розвитку (AECID). Співрозмовником іспанського співробітництва є Секретаріат КАРІКОМ, штаб-квартира якого знаходиться в Джорджтауні (Гаяна), і всі дії включені в Програму регіонального співробітництва з КАРІКОМ. Ця програма співпраці в основному спрямована на підтримку регіональної інтеграції та інституційного зміцнення Карибського співтовариства.
Наприкінці 2005 року AECID надав екстрену допомогу (набори для особистої гігієни, їжу, одяг та воду) на суму 50 000 євро для пом'якшення наслідків урагану «Вільма». Мета полягає в тому, щоб Багами, як і інші члени КАРІКОМ, отримували користь від регіональних проектів, таких як Регіональний центр передових технологій для високопродуктивних культур (CEATA) для навчання новим сільськогосподарським технологіям, на Ямайці, який включає навчальні семінари, відкриті для громадяни всіх країн-членів КАРІКОМ.
В охороні здоров'я переважна увага приділяється неінфекційним захворюванням.
У період з 2007 по 2012 рік AECID фінансував присутність іспанського читача в Багамському коледжі. Студенти Багамських островів можуть щорічно отримувати стипендії MAEC-AECID для вдосконалення іспанської мови або для аспірантури в Іспанії. Посольство Іспанії в Кінгстоні підтримує відкриті канали співпраці з Багамським коледжем у галузі підтримки вивчення іспанської мови.
Дипломатичний співробітник Багамських островів MAE отримав стипендію, яку фінансував банк Сантандер для магістра міжнародних відносин Дипломатичної школи, 2014/15 навчального року. Постійний секретар Міністерства туризму Гаррісон Томпсон взяв участь у семінарі високого рівня з питань інноваційних практик у туризмі для Карибського басейну, який відбувся в Мадриді з 9 по 14 червня 2014 року. Семінар був організований спільно державним секретарем з питань міжнародного співробітництва та для Латинської Америки та Державний секретар з питань туризму, за співпраці Інституту туризму Іспанії, SEGITTUR та Школи промислової організації.